# Furio Scarpelli
Furio Scarpelli est un scénariste italien né le 16 décembre 1919 à Rome et mort le 28 avril 2010 dans la même ville. Il a souvent écrit avec Agenore Incrocci (dit Age).

## Filmographie
- 1949 : Totò le Moko
- 1949 : Totò cherche un appartement (Totò cerca casa)
- 1950 : Totò Tarzan
- 1950 : Totò cherche une épouse (Totò cerca moglie)
- 1950 : Les Six Femmes de Barbe Bleue (Le sei mogli di Barbablù) de Carlo Ludovico Bragaglia
- 1950 : Figaro qua, Figaro là
- 1950 : È arrivato il cavaliere
- 1950 : Il vedovo allegro
- 1950 : Les Cadets de Gascogne
- 1950 : Deux Légionnaires au harem (Totò sceicco)
- 1951 : Totò terzo uomo
- 1951 : Rome-Paris-Rome (Signori, in carrozza!)
- 1951 : Sette ore di guai
- 1951 : O.K. Néron ! (O.K. Nerone) de Mario Soldati
- 1951 : Una bruna indiavolata
- 1951 : Auguri e figli maschi!
- 1951 : Les nôtres arrivent (Arrivano i nostri)
- 1951 : Cameriera bella presenza offresi...
- 1952 : Les Trois Corsaires (I Tre corsari)
- 1952 : Totò et les femmes (Totò e le donne)
- 1952 : Totò en couleurs (Totò a colori) de Steno
- 1952 : Il segreto delle tre punte
- 1952 : Ragazze da marito d'Eduardo De Filippo
- 1952 : Don Lorenzo
- 1953 : Napoletani a Milano, d'Eduardo De Filippo
- 1953 : Ivan, le fils du diable blanc (Ivan (il figlio del diavolo bianco))
- 1953 : Drôles de bobines (Cinema d'altri tempi)
- 1953 : Pattes de velours (L'incantevole nemica)
- 1954 : Ridere! Ridere! Ridere!
- 1954 : Una pelliccia di visone
- 1954 : À toi... toujours (Casta Diva) de Carmine Gallone
- 1954 : La Maison du souvenir (Casa ricordi) de Carmine Gallone
- 1955 : Totò e Carolina
- 1955 : Ces demoiselles du téléphone (Le signorine dello 04)
- 1955 : La Grande Bagarre de don Camillo (Don Camillo e l'onorevole Peppone)
- 1955 : Cette folle jeunesse (Racconti romani)
- 1956 : Totò lascia o raddoppia?
- 1956 : Amours de vacances (Tempo di villeggiatura)
- 1956 : Peccato di castità
- 1956 : La banda degli onesti
- 1956 : Le Bigame (Il bigamo)
- 1956 : À toi... toujours (Casta diva)
- 1956 : Una pelliccia di visone de Glauco Pellegrini
- 1957 : Souvenirs d'Italie (Souvenir d'Italie)
- 1957 : Le Médecin et le sorcier (Il medico e lo stregone)
- 1957 : Pères et fils (Padri e figli)
- 1958 : Totò, Peppino et les Fanatiques (Totò, Peppino e le fanatiche) de Mario Mattoli
- 1958 : Le Pigeon (I soliti ignoti) de Mario Monicelli
- 1958 : La loi, c'est la loi (La legge è legge)
- 1959 : La cambiale
- 1959 : Hold-up à la milanaise (Audace colpo dei soliti ignoti)
- 1959 : Polycarpe, maître calligraphe (Policarpo, ufficiale di scrittura)
- 1959 : La Grande guerre (La Grande guerra) de Mario Monicelli
- 1960 : La Grande Pagaille (Tutti a casa) de Luigi Comencini
- 1960 : Risate di gioia
- 1960 : Il principe fusto
- 1960 : Les Époux terribles (Nata di marzo)
- 1960 : Audace colpo dei soliti ignoti
- 1961 : À cheval sur le tigre (A cavallo della tigre)
- 1962 : Il commissario
- 1962 : Le Meilleur Ennemi (The Best of Enemies) de Guy Hamilton
- 1962 : Mafioso
- 1963 : Il maestro di Vigevano
- 1963 : Les Camarades (I compagni) de Mario Monicelli
- 1963 : Les Monstres (I mostri) de Dino Risi
- 1964 : Frénésie d'été
- 1964 : Séduite et Abandonnée (Sedotta e abbandonata) de Pietro Germi
- 1965 : Ces messieurs dames (Signore e signori) de Pietro Germi
- 1965 : Casanova 70 de Mario Monicelli
- 1966 : Moi, moi, moi et les autres (Io, io, io... e gli altri) d'Alessandro Blasetti
- 1966 : L'armata Brancaleone
- 1966 : Le Bon, la Brute et le Truand (Il buono, il brutto, il cattivo) de Sergio Leone
- 1966 : Les Sorcières (Le streghe) de Mauro Bolognini, Vittorio De Sica, Pier Paolo Pasolini, Franco Rossi, Luchino Visconti (film à sketches)
- 1967 : L'Homme à la Ferrari (Il tigre) de Dino Risi
- 1969 : Quel negozio di Piazza Navona (feuilleton TV)
- 1970 : Brancaleone alle crociate
- 1970 : Drame de la jalousie (Dramma della gelosia - tutti i particolari in cronaca) de Ettore Scola
- 1970 : FBI - Francesco Bertolazzi investigatore (feuilleton TV)
- 1971 : Au nom du peuple italien (In nome del popolo italiano) de Dino Risi
- 1972 : Teresa la ladra
- 1972 : Sans famille, sans le sou, en quête d'affection (Senza famiglia, nullatenenti cercano affetto) de Vittorio Gassman
- 1973 : Nous voulons les colonels (Vogliamo i colonnelli) de Mario Monicelli
- 1974 : Romances et Confidences (Romanzo popolare)
- 1976 : La Femme du dimanche (La donna della domenica) de Luigi Comencini
- 1977 : Enquête à l'italienne (Doppio delitto) de Steno
- 1978 : Où es-tu allé en vacances ? (Dove vai in vacanza?)
- 1978 : Mesdames et messieurs bonsoir (Signore e signori, buonanotte) de Luigi Comencini, Nanni Loy, Luigi Magni, Mario Monicelli, Ettore Scola
- 1979 : Gros-Câlin
- 1980 : Rosy la Bourrasque (Temporale Rosy)
- 1980 : La Terrasse (La terrazza) d'Ettore Scola
- 1980 : Les Séducteurs (Sunday Lovers) de Bryan Forbes
- 1981 : Nu de femme (Nudo di donna) de Nino Manfredi
- 1981 : Chambre d'hôtel (Camera d'albergo)
- 1983 : Il tassinaro
- 1983 : Le Bal d'Ettore Scola
- 1984 : Un Ragazzo e una ragazza
- 1984 : Cuori nella tormenta
- 1985 : Le Fou de guerre (Scemo di guerra) de Dino Risi
- 1985 : Macaroni (Maccheroni)
- 1985 : Figlio mio, infinitamente caro... de Valentino Orsini
- 1987 : Soldati - 365 all'alba
- 1990 : Briganti
- 1990 : Le Voyage du capitaine Fracasse (Il viaggio di Capitan Fracassa)
- 1991 : Le Raccourci (Tempo di uccidere)
- 1993 : Per amore o per amicizia (TV)
- 1994 : Le Facteur (Il postino) de Michael Radford
- 1996 : Un inverno freddo freddo
- 1996 : Remake, Rome ville ouverte (Celluloide)
- 1997 : Testimone a rischio de Pasquale Pozzessere
- 1997 : Porzus
- 1997 : Altri uomini
- 1997 : Ovosodo
- 1998 : La missione (TV)
- 1998 : Le Dîner (La cena)
- 2001 : Concurrence déloyale d'Ettore Scola
- 2003 : Opopomoz
- 2006 : La Buona battaglia - Don Pietro Pappagallo (TV)
- 2006 : Baciami piccina
- 2006 : Napoléon (et moi) (Io e Napoleone) de Paolo Virzì
- 2021 : Un dragon en forme de nuage (Il materiale emotivo) de Sergio Castellito